# Buldogue-serrano
O buldogue-serrano é uma raça de cão brasileira, apto para a guarda e em especial para o trabalho com o gado. A raça já é reconhecida pela Confederação Brasileira de Cinofilia, e agora busca reconhecimento internacional junto à FCI.

## História
A História desta raça confunde-se com a história da raça buldogue-campeiro. A versão oficial e aceita pela Confederação Brasileira de Cinofilia, diz que o buldogue-serrano sempre foi, apesar de ter ancestrais em comum com o buldogue-campeiro, uma outra raça que teria se originado de cães do tipo buldogue, trazidos por imigrantes europeus ao sul do Brasil a partir do século XIX. No sul do Brasil em maioria estes imigrantes foram alemães, italianos e poloneses. Estes imigrantes teriam trazido consigo cães de presa do tipo buldogue, que nesta época eram muito comuns na Europa. Os alemães e poloneses teriam trazido o Bullenbeisser e os italianos o buldogue-maltês e talvez o antigo-buldogue-inglês, esta última já extinta e muito diferente do atual buldogue-inglês. Também acredita-se que o alano-español (buldogue-espanhol) trazido à América espanhola, teria facilmente atravessado a fronteira com o Brasil acompanhando tropas na época das guerras Guaranítica, e da Tríplice Aliança, e posteriormente auxiliando peões a tocar o gado entre as fronteiras. O fila de terceira, raça portuguesa já extinta de buldogue, possivelmente também contribuiu para a formação do buldogue serrano, já que esta raça foi uma das primeiras raças caninas a pisar em solo brasileiro, muito utilizada para a lida com o gado na Ilha Terceira e foi trazida pelos colonos portugueses para o trabalho com o gado. Desta forma acredita-se que todas estas raças teriam contribuído na criação do buldogue serrano.

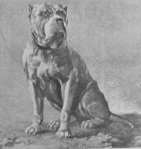
Bullenbeisser.
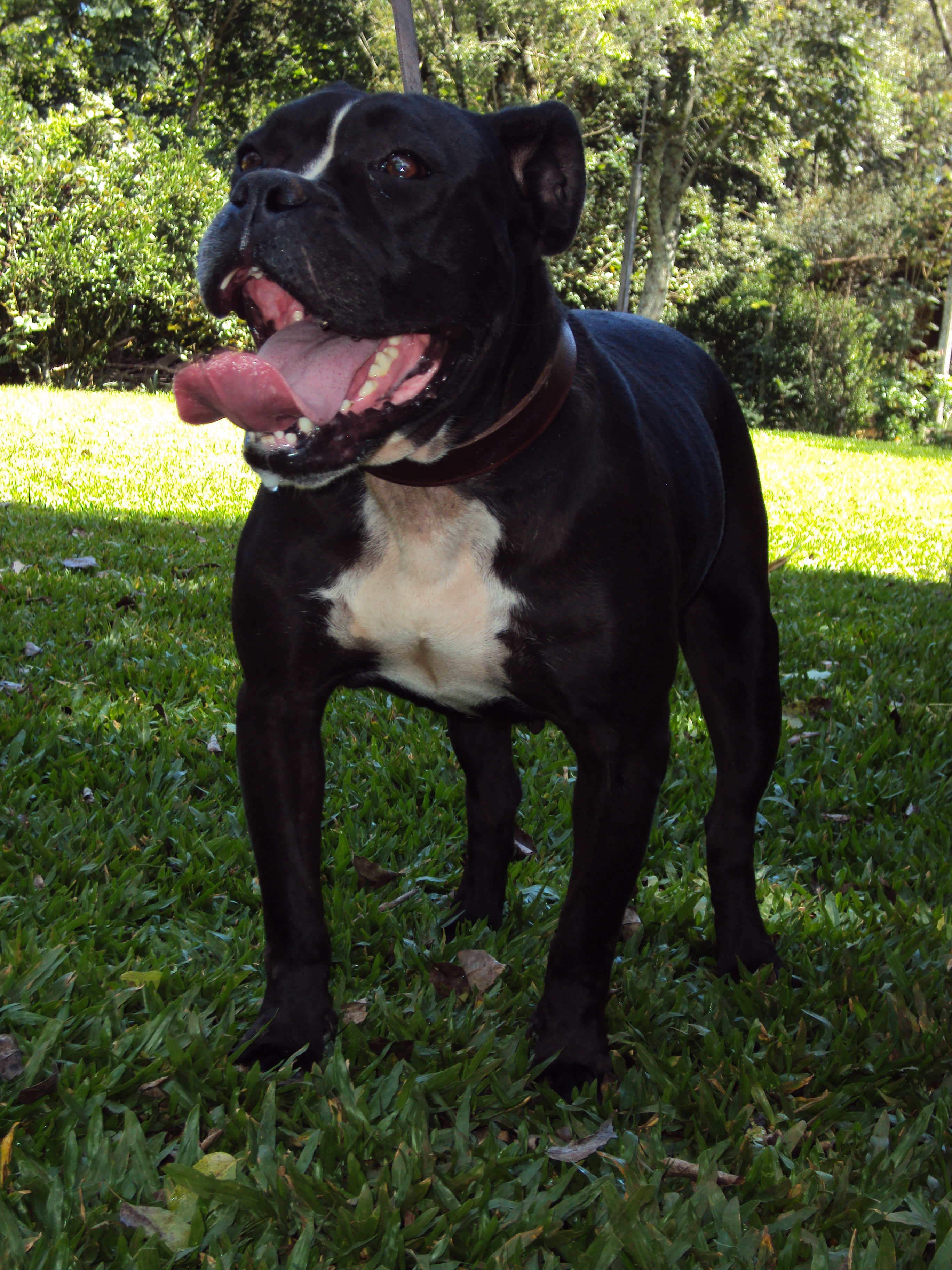
Buldogue serrano macho, grande semelhança com os extintos bullenbeisser e antigo buldogue inglês.
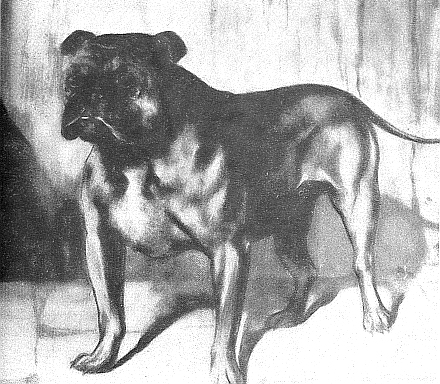
Antigo buldogue inglês, e bullenbeisser  e fila de terceira.

Todos estes cães já em solo brasileiro, teriam sido selecionados na lida diária das fazendas de gado da região, e com acasalamentos selecionados pelos peões, buscando os cães mais aptos ao trabalho de subjugar gado, teriam criado duas novas raças, os bulldogs campeiros (mais pesados), mais comuns nos campos do Mato Grosso do Sul, Paraná, Santa Catarina, e nos campos do Rio Grande do Sul próximos as fronteiras com Argentina e Uruguai e também na região das missões, e os buldogues serranos (mais leves), mais comuns nas encostas das serras e nas serras gaúchas.

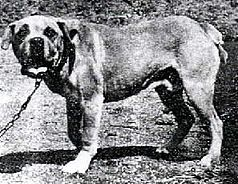
Fila de terceira.
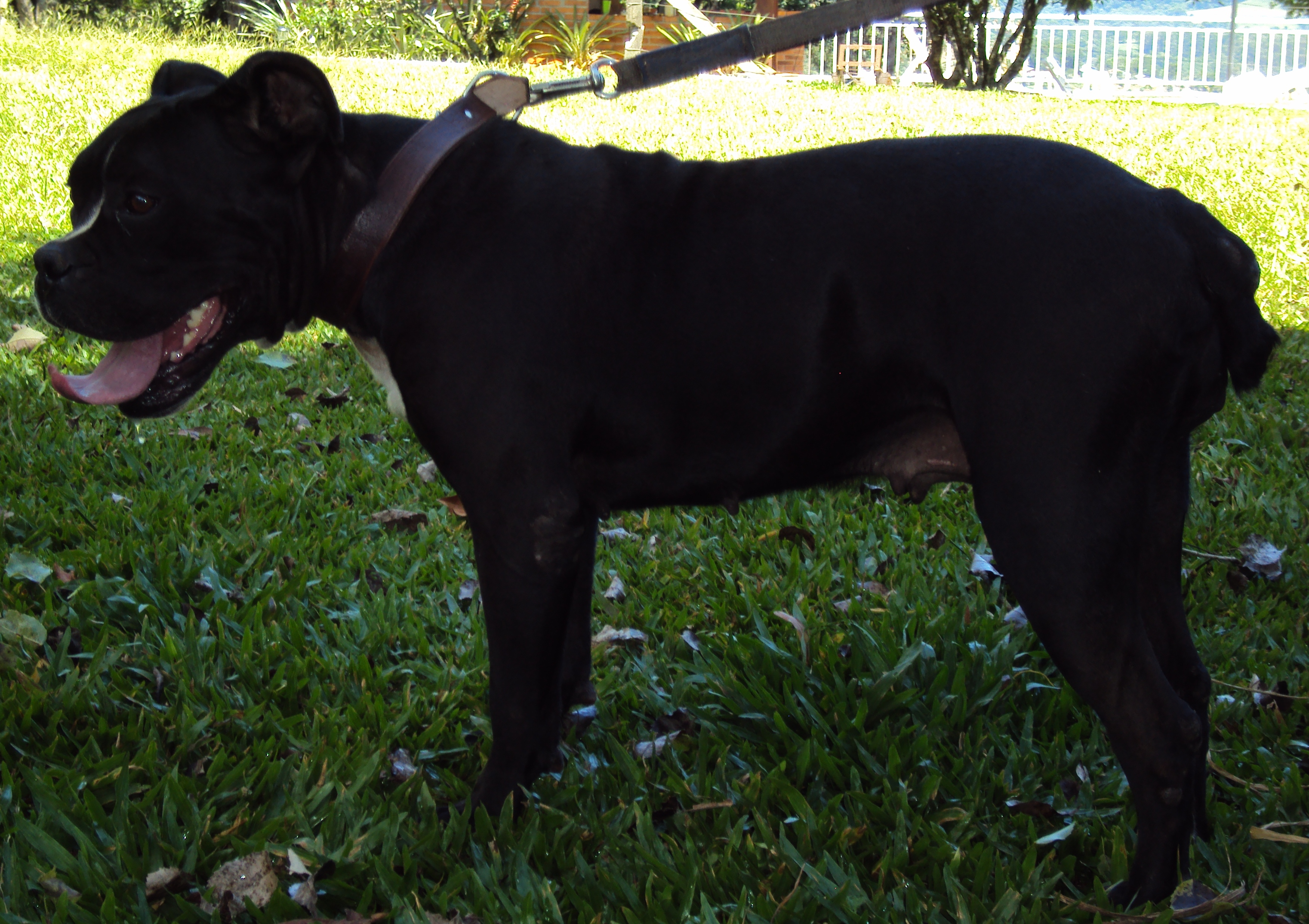
De perfil, também há grande semelhança com o fila de terceira.

Os melhores cães para o trabalho de submeter bois e porcos eram os mais apreciados, e também aqueles que sabiam guardar a carroça e o cavalo do tropeiro enquanto este descansava, sendo os cães leves ou pesados, o que importava era sua aptidão para o trabalho. Os mais leves, também pastoreavam reunindo o gado, trabalhando de maneira mais ostensiva, auxiliando os peões a levar a seu destino as comitivas de gado, os mais pesados também acompanhavam as comitivas, mas nestas ocasiões acompanhavam o peão que ia atrás da comitiva, aguardando o comando de retirar um boi bravo da mata densa quando fosse necessário.
Estes cães, pesados ou leves (campeiros ou serranos) também foram muito utilizados em antigos abatedouros da região sul e da região onde hoje é o Estado do Mato Grosso do Sul, nestes estabelecimentos, foram utilizados para subjugar gado e porcos no momento do abate, onde muito comumente arrastavam porcos pelas orelhas e subjugavam sozinhos bois de até 400 kg, porém com o desenvolvimento destas atividades, medidas da vigilância sanitária impediram o uso de cães nestes estabelecimentos, e com o também desenvolvimento da pecuária, estes cães tiveram seu uso cada vez menor, e com isto chegaram a quase extinção.
No final da década de 1970, este cão estava em via de extinção, então o cinófilo Ralf Schein Bender começou um trabalho de resgate destes cães, que veio a ser concretizado em 2001 quando a CBKC(Confederação brasileira de cinofilia) passou a reconhecer a raça buldogue campeiro, porém alguns criadores insatisfeitos com o privilégio dado ao tipo pesado (tipo leve não existe no padrão) pelo padrão oficial da raça buldogue campeiro, resolveram em abril de 2009 interceder junto à CBKC solicitando o reconhecimento do tipo mais leve (serrano), porque corria o risco de desaparecer devido a clara preferência pelo tipo mais pesado no padrão do buldogue campeiro. A CBKC reconheceu a necessidade de se reconhecer o buldogue serrano como uma raça separada e oficializou seu reconhecimento em agosto de 2009. Os criadores que encabeçaram o trabalho de reconhecimento do buldogue serrano foram o cinófilo Pedro Pessoa Ribeiro Dantas que redigiu o padrão oficial enviado para apreciação da CBKC, e o jornalista e criador de cães Ivanor Oliviecki que enviou fotos da raça à CBKC para acelerar o processo de reconhecimento.

## Aparência
Cão de aspecto atarracado sem no entanto aparentar ser um cão pesado e lento, pelo contrário, possui musculos longos dando grande impressão de agilidade, a cabeça é proporcional ao corpo e o maxilar é prognata, deve ser baixo o sufiente para passar por baixo das cercas das fazendas de gado.

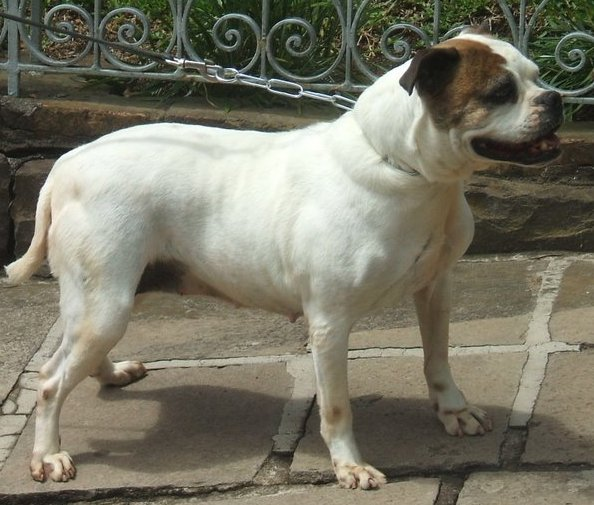
Buldogue serrano. Fêmea que estampa o padrão oficial da raça pela CBKC.
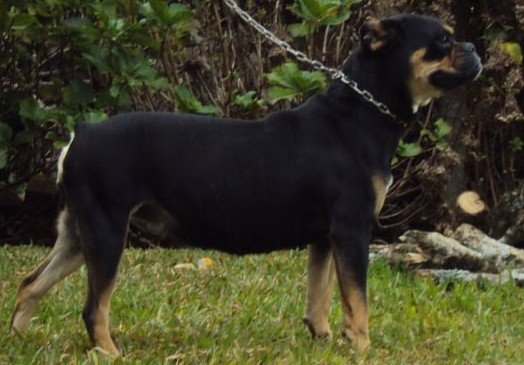
Buldogue serrano. Fêmea de marcação "black and tan", característica inexistente na maioria das raças de buldogues
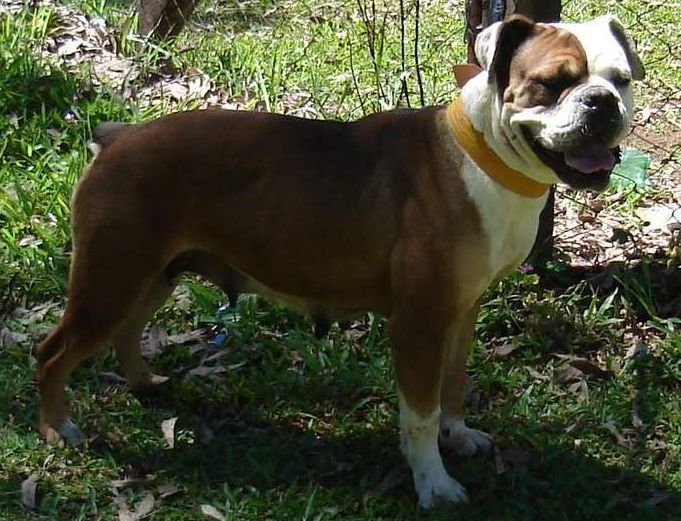
Buldogue serrano. Fêmea adulta.
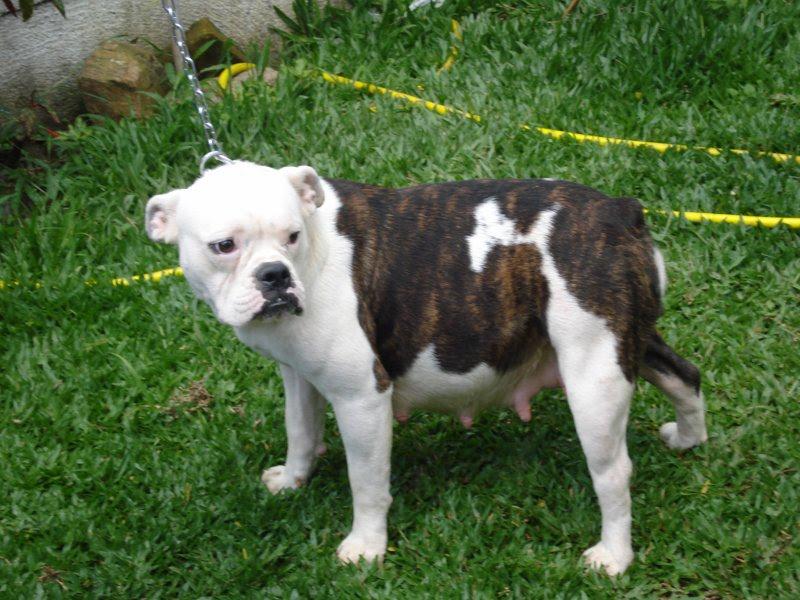
Buldogue serrano. Fêmea adulta tigrada com branco, prenhe.

## Temperamento
Guardião equilibrado, não demonstra agressividade gratuita a pessoas ou outros cães, mas não exita em atacar sob comando ou quando provocado, possui extrema submissão a seu dono e grande instinto para a lida com o gado, é um ótimo companheiro para caminhadas e corridas.